# 烏歐牟
烏歐牟（Ulmo，主神語是Ulubôz或Ullubôz）是英國作家約翰·羅納德·鲁埃爾·托爾金的史詩式奇幻小說《精靈寶鑽》中的人物。烏歐牟的意思是「降下大水者」（He who pours），維拉之一，雅睿塔爾之一，他的稱號是大海主宰（Lord of the seas）、大海之王（King of the Sea）、眾水之主（Lord of Waters）。人類稱他為大海之神。
烏歐牟在維拉的權力中排行第三，在曼威和瓦爾妲之後。他沒有配偶，性格孤僻古怪，卻是曼威最好的好友。他從來不居住在奧瑪倫島或維林諾，除非有什麼重大事情爭執不下，否則他很少前往維林諾參加維拉們的會議。他居住在外環海（Ekkaia sea）中最深淵，名叫烏歐牟那仁（Ulmonan）的宮殿中。
他不像其他維拉穿上美善的肉身，如果精靈和人類看到他，多半嚇得半死，因為烏歐牟外形非常古怪，他頭戴黑色泡沫羽冠，身披由銀灰至墨綠的閃亮鱗片，彷彿呼嘯的巨浪跨上陸地。
烏歐牟是維拉中少數的反對派，他熱愛精靈和人類，就算所有維拉因為澳闊隆迪流血事件和諾多族大動亂事件而封鎖阿門洲，對中土大陸的精靈和人類不聞不問之時候，烏歐牟依然對他們不離不棄。在精靈出現之時，維拉狩獵之神歐羅米提議將全數精靈遷往阿門洲，烏歐牟就提出反對，但支持的維拉比反對的多。當烏歐牟利用伊瑞西亞島運載精靈到阿門洲時，聽到帖勒瑞族精靈的哀求，就不理會維拉意願將伊瑞西亞島停泊在艾爾達瑪灣（Bay of Eldamar）。當初曼威決定釋放米爾寇，烏歐牟就帶頭反對，他不相信米爾寇就此悔改。他知道魔苟斯最終會侵占貝爾蘭，便向兩名諾多族王侯特剛（Turgon）和芬羅德·費拉剛（Finrod Felagund）報夢，下令他們興建貢多林王國（Gondolin）和納國斯隆德王國（Nargothrond）。因為烏歐牟知道曼督斯的詛咒最終會應驗在特剛身上，因此表示在詛咒應驗之前，將會有一名人類警告特剛，那名人類就是圖爾（Tuor），他迎娶了特剛之女伊綴爾·凱勒布琳朵（Idril Celebrindal），生下大航海家埃蘭迪爾。當埃蘭迪爾及愛爾溫帶住一顆精靈寶鑽駛船自西瑞安河（River Sirion）港出發，打破主神禁令進入阿門洲，曼督斯認為該處死埃蘭迪爾，烏歐牟登時提出反對，力保埃蘭迪爾，後來埃蘭迪爾一家得以居住在阿門洲。